# Yamamoto Masao
Masao Yamamoto (sinh ngày 16 tháng 12 năm 1977) là một cầu thủ bóng đá người Nhật Bản.

## Sự nghiệp câu lạc bộ
Masao Yamamoto đã từng chơi cho Júbilo Iwata.